# Cryptachaea trinidensis
Cryptachaea trinidensis là một loài nhện trong họ Theridiidae.
Loài này thuộc chi Cryptachaea. Cryptachaea trinidensis được Herbert Walter Levi miêu tả năm 1959.